# NGC 5171
NGC 5171 is een elliptisch sterrenstelsel in het sterrenbeeld Maagd. Het hemelobject werd op 5 mei 1883 ontdekt door de Amerikaanse astronoom George Washington Hough.

## Synoniemen
- UGC 8476
- MCG 2-34-20
- ZWG 72.89
- PGC 47339